# Studenckie Koło Aerodynamiki Pojazdów
Studenckie Koło Aerodynamiki Pojazdów (SKAP) – koło naukowe działające przy Wydziale Mechanicznym Energetyki i Lotnictwa Politechniki Warszawskiej, zajmujące się budową pojazdów o ekstremalnie niskim zużyciu paliwa. Koło działa od 2005 roku, a opiekunem naukowym jest prof. nzw. dr hab. inż. Janusz Piechna.

## Działalność
W Studenckim Kole Aerodynamiki Pojazdów działają osoby zainteresowane motoryzacją, mechaniką, projektowaniem, a przede wszystkim osoby chcące poszerzać swoje umiejętności w wymiarze praktycznym. Głównym celem koła jest rozwijanie pasji, zdobywanie umiejętności i nabieranie bezcennego dla przyszłego inżyniera doświadczenia w zarządzaniu projektami i obycia w pracach warsztatowych. SKAP zajmuje się projektowaniem oraz konstruowaniem pojazdów o ekstremalnie niskim zużyciu paliwa.
Koło może pochwalić się licznymi sukcesami na zawodach Shell Eco-maraton, pobiciem rekordu Polski w ilości przejechanych kilometrów na 1 litrze paliwa oraz wieloma przyznawanymi grantami (m.in. „Najlepsi z Najlepszych” przyznawane z Ministerstwa Nauki i Szkolnictwa Wyższego w 2016 roku czy nagroda premiera Donalda Tuska i minister Barbary Kudryckiej w ramach konkursu "Generacja Przyszłości"), medalami (np. złoty medal z wyróżnieniem podczas Warszawskiej Międzynarodowej Wystawy Wynalazków IWIS 2012 i 2016) i wyróżnieniami (m.in. wyróżnienie dla koła w kategorii NAJLEPSZE Koło Naukowe Roku StRuNa 2011 czy wyróżnienie za projekt: „PAKS – ekologiczny pojazd miejski” StRuNa 2011). Opiekun SKAP-u, prof. dr hab. inż. Janusz Piechna, otrzymał pierwszą nagrodę dla Najlepszego Opiekuna koła naukowego w Polsce (StRuNa 2011).
SKAP bierze też udział m.in. w Akademii Wynalazców im. Roberta Boscha, Techno-Warsztatach z Politechniką Warszawską, festiwalach, targach i piknikach naukowych.
Organizacja koła obejmuje trzyosobowy Zarząd z Prezesem, Sekretarzem i Skarbnikiem.

## Projekty

### PAKS
Grupa do pracy nad projektem koncepcyjnego pojazdu miejskiego PAKS została powołana w listopadzie 2009 roku. Stworzony do startu w zawodach Shell Eco-marathon w kategorii UrbanConcept (przypominających wyglądem, budową i funkcjonalnością małe auta miejskie).
Pojazd miejski, napędzany jednocylindrowym silnikiem marki Honda o mocy 4,5 konia mechanicznego, zasilany benzyną LO95. Zużycie paliwa wynosi 0,266 l/100 km. Układ kierowniczy zaprojektowany do zapewnienia maksymalnej kontroli nad pojazdem. Rama wykonana ze stopów aluminium, dzięki czemu masa pojazdu wynosi 124 kg.

#### Osiągnięcia
- Nagroda Specjalna na X Międzynarodowej Warszawskiej Wystawie Wynalazków IWIS 2016[5]
- 2. miejsce wśród pojazdów napędzanych benzyną na zawodach Shell Eco-marathon 2016[11][12]
- 2. miejsce wśród pojazdów napędzanych benzyną za zawodach Shell Eco-marathon 2014[13](3. miejsce w klasyfikacji generalnej)
- jest w stanie przejechać 376,46 km/l (Shell Eco-marathon 2014)
- 2. miejsce wśród pojazdów napędzanych benzyną na zawodach Shell Eco-marathon 2015[14]
- 1. miejsce wśród pojazdów napędzanych benzyną na zowodach Shell Eco-marathon 2013[15] (2. miejsce w klasyfikacji generalnej)
- 2. miejsce w konkurencji „SAFETY” (Shell Eco-marathon 2011)

### Kropelka 2.0
Druga generacja pojazdu o minimalnym zużyciu paliwa zaprojektowana i wykonana przez SKAP. Prace projektowe rozpoczęły się w 2012 roku, obejmowały zaprojektowanie całego pojazdu w tym m.in. nowego silnika. Prace nad budową pojazdu trwały 3 lata i zakończyły się debiutem pojazdu w 2015 roku na zawodach Shell Eco-marathon. Od tamtego czasu pojazd jest udoskonalany i przygotowywany do uzyskania przewidywanego wyniku 1000 km/l.
Pojazd trójkołowy o napędzie na tylne koło, napędzany jednocylindrowym silnikiem spalinowym KR-1 o mocy 1 KM. Jest to silnik czterosuwowy, zasilany etanolem, o pojemności 58 cm³ i stopniu sprężania regulowanym w zakresie 13:1 – 17:1. Szacowana sprawność całkowita to 30 do 35%.
Poszycie pojazdu wykonane jest z włókna węglowego miejscowo wzmacnianego m.in. włóknem szklanym oraz kevlarem. Dzięki wykorzystaniu kompozytów masa poszycia nie przekracza 4 kg zaś masa całego pojazdu mieści się w 35 kilogramach.

#### Osiągnięcia
- złoty medal na X Międzynarodowej Warszawskiej Wystawie Wynalazków IWIS 2016[5]

### Orion
Pojazd, który ma zastąpić PAKSa. Prace nad nim rozpoczęły się w roku 2016.

## Hyperloop
W 2016 roku członkowie koła wraz z Kołem Naukowym Pojazdów i Robotów Mobilnych oraz KNN MELprop stworzyli zespół Hyper Poland University Team i rozpoczęli projekt prototypowej kapsuły Hyperloop. W 2016 Hyper Poland University Team otrzymał nagrodę za najbardziej innowacyjne podejście do Building Information Modeling (BIM) podczas finału konkursu Build Earth Live: Hyperloop w Dubaju. Celem konkursu było zaprojektowanie w ciągu 48 godzin towarowych i pasażerskich pojazdów Hyperloop, tuneli oraz trzech dworców na trasie między Dubajem a Fudżajrą. W tym samym roku zespół wziął udział w konkursie Hyperloop Pod Competition II organizowanym przez SpaceX, firmę należącą do Elona Muska. Hyper Poland University Team był jednym z 24 zespołów, które dotarły do finału (zgłoszeń było niemal tysiąc) i pojechał zaprezentować projekt kapsuły Hyperloop do Los Angeles. W 2017 roku zespół został półfinalistą konkursu Global Challenge organizowanego przez Hyperloop One.
W 2017 roku członkowie zespołu założyli firmę Hyper Poland, której celem jest dalsze rozwijanie technologii hyperloop. Hyper Poland zatrudniał w tym czasie ponad 20 inżynierów. Większość z pracowników zespołu technicznego to absolwenci Politechniki Warszawskiej.

## Projekty archiwalne

### Kropelka
Pojazd skonstruowany od podstaw przez studentów zrzeszonych w Studenckim Kole Aerodynamiki Pojazdów. Zastąpiła ona pojazd Pac-Car w 2006 roku po 5 latach projektowania i budowy. Na jednym litrze benzyny może przejechać 659 kilometrów. Była to pierwsza tego typu konstrukcja na Politechnice Warszawskiej.
Pojazd napędzany był standardowym silnikiem Honda GX25 dopasowanym na potrzeby Kropelki.

#### Osiągnięcia
- jest w stanie przejechać 659 km/L - pobicie dotychczasowego i ustanowienie nowego rekordu Polski (Shell Eco-marathon 2011)[25]
- główna nagroda Safety Award Prototype (Shell Eco-marathon 2012)
- złoty medal z wyróżnieniem podczas Warszawskiej Międzynarodowej Wystawie Wynalazków IWIS 2012[4]